# Droga nr 40 (Islandia)
Droga 40 (isl. Þjóðvegur 40) – droga łącząca ulicę Sæbraut (droga 41) w Reykjavíku z ulicą Reykjanesbraut (droga 41) w Hafnarfjörður.
Droga o długości 9,4 km jest jedną z głównych dróg Wielkiego Reykjavíku. w Reykjavíku tworzy z drogą 49 jedno z głównych skrzyżowań. Przebiega z Reykjavíku (Kringlumýrarbraut) przez Kópavogur i Garðabær (Hafnarfjarðarvegur) do Hafnarfjörður (Fjarðarhraun).

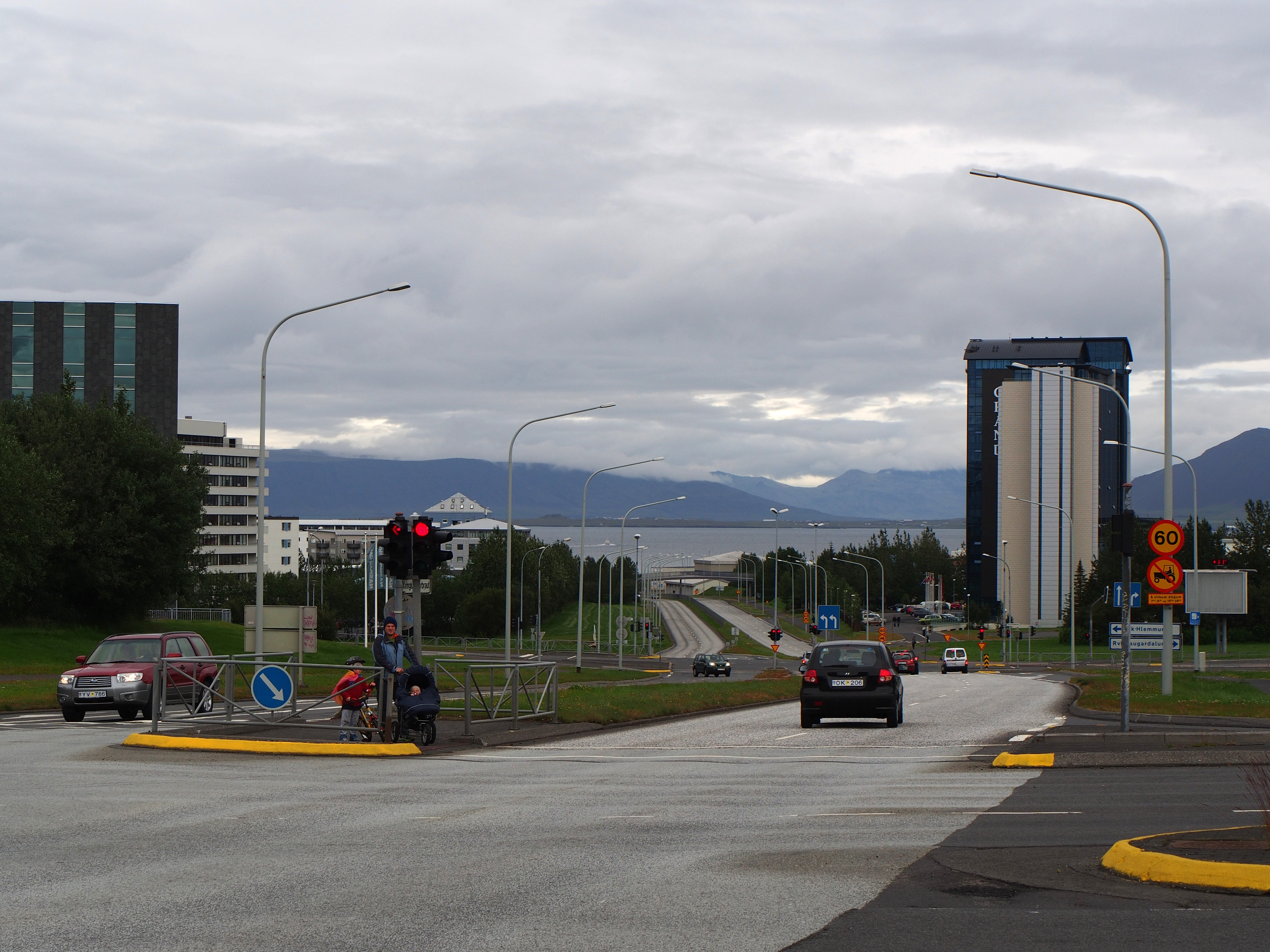
Droga nr 40 w Reykjavíku (widok ze skrzyżowania z ulicą Háaleitisbraut)